# Nicola Bagioli
Nicola Bagioli, nascido em 19 de fevereiro  de  1995 em Sondrio, é um ciclista italiano, membro da equipa Androni Giocattoli-Sidermec. É o irmão mais velho de Andrea Bagioli, igualmente ciclista.

## Palmarés

### Palmarés amador
- 2013
  - 3.º do Troféu da cidade de Loano
- 2014
  - Grande Prêmio Comune di Cerreto Guidi
  - 2.º do Memorial Morgan Capretta
  - 3.º da Coppa del Grano
- 2015
  - 2.º do Grande Prêmio San Giuseppe
- 2016
  - Circuito do Compitese
  - Piccola Sanremo
  - Grande Prêmio San Giuseppe
  - Grande Prêmio Santa Rita
  - 2.º do Giro do Belvedere
  - 2.º da Coppa Cicogna
  - 3.º de Florence-Empoli
  - 3.º do Troféu da Cidade de San Vendemiano

### Palmarés profissional
- 2019
  - 2.º do Troféu Laigueglia
  - 3.º da Volta de Drenthe

### Resultados nas grandes voltas

#### Volta a Itália
1 participação
- 2019 : abandono (16.ª etapa)

### Classificações mundiais
| Ano             | 2015   | 2016  | 2017  |
| UCI Europe Tour | 685.º. | 729.º | 760.º |